# راهبة

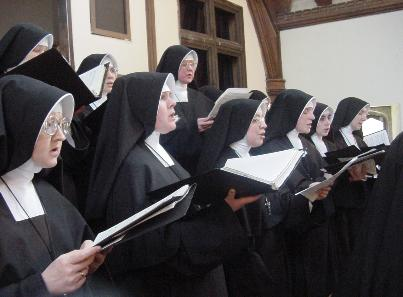
راهبات مسيحيات في زي الراهبات الرسمي، ينشدن التراتيل

الراهبة (الجمع: رَاهِبَات أو رَوَاهِب) هي امرأة عهدت على نفسها بأن تكرّس حياتها من أجل دينها. هي قد تكون زاهدة وتختار طواعيةً ترك المجتمع السائد وتعيش حياتها في الصلاة والتأمل في دير. الراهبات هنَّ أكثر شيوعًا عند الكاثوليك الغربيين والشرقيين، ويمكن أن يكون هنالك راهبات في بقية المذاهب المسيحية، بالإضافة للأديان غير المسيحية كالبوذية والهندوسية.